# Золотий кубок КОНКАКАФ 2021
Золотий кубок КОНКАКАФ 2021 (англ. 2021 CONCACAF Gold Cup) — 26-й розіграш чемпіонату КОНКАКАФ (16-й розіграш під найменуванням Золотий кубок КОНКАКАФ), організований КОНКАКАФ, що відбувався з 10 липня по 1 серпня 2021 року. Збірна США виграла свій сьомий титул в історії, перемігши Мексику 1:0 у фіналі.
Турнір проходив у США в 9 містах. Вперше на турнірі використовувалась система (VAR).

## Кваліфікація

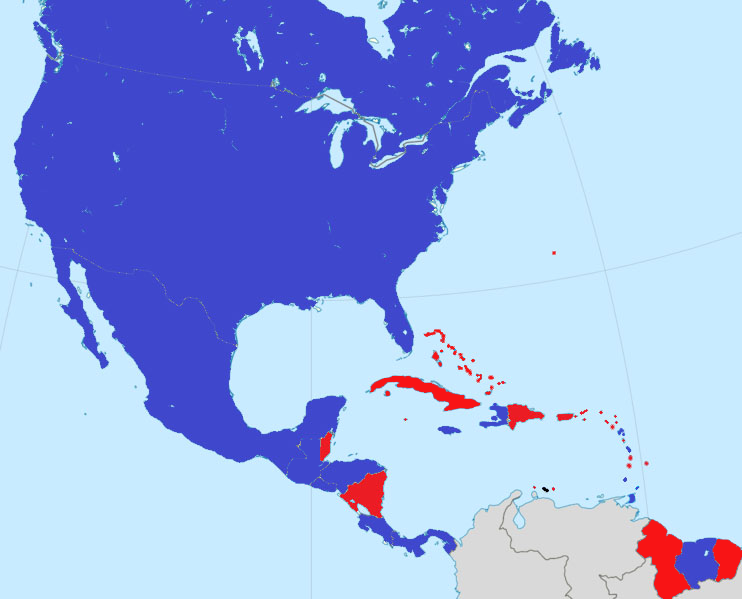
Команда кваліфікувалася на Золотий кубок КОНКАКАФ
Команда не змогла пройти кваліфікацію

Система кваліфікації на турнір була вчергове змінена завдяки створенню нового турніру, Ліги націй КОНКАКАФ. Дванадцять збірних напряму пройшли кваліфікацію через Лігу націй КОНКАКАФ 2019/20. Це були чотири переможці груп Ліги А, чотири команди, що посіли другі місця у Лізі А і чотири збірних, що виграли свої виграли свої групи Ліги B. 
Ще дванадцять команд потрапили в кваліфікаційний раунд, також за результатами Ліги націй КОНКАКАФ 2019/20. Це були чотири команди, що посіли треті місця у Лізі А, чотири команди, що посіли другі місця у Лізі B і чотири переможці груп Ліги C. У оригінальному форматі, який було оголошено у вересні 2019 року, вони мали визначити ще чотири збірні, які потраплять на турнір. Однак у вересні 2020 року КОНКАКАФ оголосив, що діючий володар Кубка Азії і господар чемпіонату світу 2022 року збірна Катар візьме участь в статусі гостя в турнірах Золотого кубка КОНКАКАФ 2021 і 2023 років. Таким чином кількість місць, які змогли пройти на турнір через кваліфікацію, скоротилось до трьох.
9 липня 2021 року КОНКАКАФ оголосив, що збірна Кюрасао, який спочатку кваліфікувалась як команда, що посіла друге місце групи D у Лізі А Ліги націй КОНКАКАФ 2019/20, не братиме участі в турнірі через велику кількість випадків захворювання COVID-19. Їх замінила в групі А збірна Гватемали, наступна за рейтингом команда у кваліфікації.
| Збірна                     | Кваліфікувалась як                              | Дата кваліфікації | Участей на турнірі (+ Чемпіонат націй) | Остання участь (+ Чемпіонат націй) | Найкращий результат (+ Чемпіонат націй)                                             | Рейтинг ФІФА на початок турніру | Рейтинг КОНКАКАФ на початок турніру |
| -------------------------- | ----------------------------------------------- | ----------------- | -------------------------------------- | ---------------------------------- | ----------------------------------------------------------------------------------- | ------------------------------- | ----------------------------------- |
| Канада                     | 2 місце групи А Ліги А Ліги націй               | 11 жовтня 2019    | 15 (18)                                | 2019                               | Чемпіон (2000) Чемпіон (1985)                                                       | 70                              | 3                                   |
| Гондурас                   | 1 місце групи С Ліги А Ліги націй               | 13 жовтня 2019    | 15 (21)                                | 2019                               | Віце-чемпіон (1991) Чемпіон (1981)                                                  | 67                              | 5                                   |
| Гренада                    | 1 місце групи А Ліги В Ліги націй               | 14 листопада 2019 | 3 (3)                                  | 2011                               | Груповий етап (2009, 2011)                                                          | 160                             | 23                                  |
| Ямайка                     | 1 місце групи С Ліги В Ліги націй               | 15 листопада 2019 | 12 (14)                                | 2019                               | Віце-чемпіон (2015, 2017)                                                           | 45                              | 6                                   |
| США · (господарі)          | 1 місце групи А Ліги А Ліги націй               | 15 листопада 2019 | 16 (18)                                | 2019                               | Чемпіон (1991, 2002, 2005, 2007, 2013, 2017)                                        | 20                              | 2                                   |
| Мексика · (діючі чемпіони) | 1 місце групи В Ліги А Ліги націй               | 15 листопада 2019 | 16 (24)                                | 2019                               | Чемпіон (1993, 1996, 1998, 2003, 2009, 2011, 2015, 2019) Чемпіон (1965, 1971, 1977) | 11                              | 1                                   |
| Сальвадор                  | 1 місце групи В Ліги В Ліги націй               | 16 листопада 2019 | 12 (18)                                | 2019                               | Чвертьфіналіст (2002, 2003, 2011, 2013, 2017) Віце-чемпіон (1963, 1981)             | 69                              | 10                                  |
| Коста-Рика                 | 1 місце групи D Ліги А Ліги націй               | 17 листопада 2019 | 15 (21)                                | 2019                               | Віце-чемпіон (2002) Чемпіон (1963, 1969, 1989)                                      | 50                              | 4                                   |
| Мартиніка                  | 2 місце групи С Ліги А Ліги націй               | 17 листопада 2019 | 7 (7)                                  | 2019                               | Чвертьфіналіст (2002)                                                               | —                               | 11                                  |
| Суринам                    | 1 місце групи D Ліги В Ліги націй               | 18 листопада 2019 | 1 (3)                                  | — (1985)                           | Дебют 6 місце (1977)                                                                | 136                             | 15                                  |
| Панама                     | 2 місце групи В Ліги А Ліги націй               | 19 листопада 2019 | 10 (11)                                | 2019                               | Віце-чемпіон (2005, 2013)                                                           | 78                              | 7                                   |
| Катар                      | Запрошений гість                                | 2 вересня 2020    | 1                                      | —                                  | Дебют                                                                               | 58                              | —                                   |
| Тринідад і Тобаго          | Переможець кваліфікації                         | 6 липня 2021      | 11 (16)                                | 2019                               | 3 місце (2000)                                                                      | 103                             | 13                                  |
| Гаїті                      | Переможець кваліфікації                         | 6 липня 2021      | 8 (16)                                 | 2019                               | Півфіналіст (2019) Чемпіон (1973)                                                   | 83                              | 9                                   |
| Гваделупа                  | Переможець кваліфікації                         | 6 липня 2021      | 4 (4)                                  | 2011                               | Півфіналіст (2007)                                                                  | —                               | 16                                  |
| Гватемала                  | Найкраща серед команд, що програли кваліфікацію | 9 липня 2021      | 11 (19)                                | 2015                               | 4 місце (1996) Чемпіон (1967)                                                       | 127                             | 8                                   |

1. ↑  Жирним кольором вказано роки, коли збірна була господарем змагання.
2. ↑  Не є членом ФІФА
3. ↑  Не є членом КОНКАКАФ
4. ↑  Не є членом ФІФА

## Стадіони
22 квітня 2021 року КОНКАКАФ підтвердив, що турнір у США на 11 стадіонах у 9 містах.
| Даллас                      | Арлінгтон (Техас) (Даллас — Форт-Верт)                                      | Х'юстон                                                                     | Х'юстон                       |
| --------------------------- | --------------------------------------------------------------------------- | --------------------------------------------------------------------------- | ----------------------------- |
| Коттон Боул                 | AT&T Стедіум                                                                | NRG-Стедіум                                                                 | BBVA Стедіум                  |
| Місткість: 92 100           | Місткість: 80 000                                                           | Місткість: 71 795                                                           | Місткість: 22 039             |
|                             |                                                                             |                                                                             |                               |
| Глендейл (Аризона) (Фінікс) | Орландо Глендейл Канзас-Сіті Арлінгтон Фриско Даллас Остін Парадайз Х'юстон | Орландо Глендейл Канзас-Сіті Арлінгтон Фриско Даллас Остін Парадайз Х'юстон | Парадайз (Невада) (Лас-Вегас) |
| Стейт Фарм Стедіум          | Орландо Глендейл Канзас-Сіті Арлінгтон Фриско Даллас Остін Парадайз Х'юстон | Орландо Глендейл Канзас-Сіті Арлінгтон Фриско Даллас Остін Парадайз Х'юстон | Елліджент Стедіум             |
| Місткість: 63,400           | Орландо Глендейл Канзас-Сіті Арлінгтон Фриско Даллас Остін Парадайз Х'юстон | Орландо Глендейл Канзас-Сіті Арлінгтон Фриско Даллас Остін Парадайз Х'юстон | Місткість: 61,000             |
|                             | Орландо Глендейл Канзас-Сіті Арлінгтон Фриско Даллас Остін Парадайз Х'юстон | Орландо Глендейл Канзас-Сіті Арлінгтон Фриско Даллас Остін Парадайз Х'юстон |                               |
| Орландо                     | Остін (Техас)                                                               | Фриско (Техас) (Даллас — Форт-Верт)                                         | Канзас-Сіті (Канзас)          |
| Орландо Сіті Стедіум        | Q2 Стедіум                                                                  | Тойота Стедіум                                                              | Чілдренс Мерсі Парк           |
| Місткість: 25,500           | Місткість: 20,500                                                           | Місткість: 20,500                                                           | Місткість: 18,467             |
|                             |                                                                             |                                                                             |                               |

## Жеребкування
Жеребкування групового етапу відбулося в Маямі, штат Флорида, 28 вересня 2020 року о 20:00 за місцевим часом (UTC−4), разом із жеребкуванням кваліфікаційного раунду. Це було перше в історії жеребкування групового етапу турніру, до цього команди розподілялись за рейтингом. Команди були розбиті на чотири кошики на основі рейтинга КОНКАКАФ на серпень 2020 року. Чотири команди кошика 1 автоматично були розміщені по групах — Мексика до групи A, США до групи B, Коста-Рика до групи C і Гондурас до групи D. Також гостьова команда, збірна Катару автоматично була поміщена до кошика 4 і включена в групу D, матчі якої починаються найпізніше, оскільки збірна перед турніром мала взяти участь у Кубку Америки 2021 року в Бразилії. Іншими трьома командами кошика 4 стали збірні, які потрапили на турнір через кваліфікацію, не залежно від їх рейтинга КОНКАКАФ.

### Кошики
Нижче наводився склад кошиків для жеребкування (рейтинг КОНКАКАФ вказаний на серпень 2020 року, а команди кошика 4 ще не булу відомі на момент жеребкування):
| Збірна     | Рейтинг |
| ---------- | ------- |
| Мексика    | 1       |
| США        | 2       |
| Коста-Рика | 3       |
| Гондурас   | 4       |

| Збірна    | Рейтинг |
| --------- | ------- |
| Ямайка    | 5       |
| Канада    | 6       |
| Панама    | 8       |
| Сальвадор | 10      |

| Збірна    | Рейтинг |
| --------- | ------- |
| Мартиніка | 11      |
| Кюрасао   | 13      |
| Суринам   | 15      |
| Гренада   | 20      |

| Збірна            | Рейтинг |
| ----------------- | ------- |
| Гаїті             | Н/Д     |
| Гваделупа         | Н/Д     |
| Тринідад і Тобаго | Н/Д     |
| Катар             | Н/Д     |

### Результати жеребкування
| Поз. | Збірна            |
| ---- | ----------------- |
| A1   | Мексика           |
| A2   | Сальвадор         |
| A3   | Кюрасао           |
| A4   | Тринідад і Тобаго |

| Поз. | Збірна    |
| ---- | --------- |
| B1   | США       |
| B2   | Канада    |
| B3   | Мартиніка |
| B4   | Гаїті     |

| Поз. | Збірна     |
| ---- | ---------- |
| C1   | Коста-Рика |
| C2   | Ямайка     |
| C3   | Суринам    |
| C4   | Гваделупа  |

| Поз. | Збірна   |
| ---- | -------- |
| D1   | Гондурас |
| D2   | Панама   |
| D3   | Гренада  |
| D4   | Катар    |

1. ↑   Гватемала взяла участь у турнірі після спалаху COVID-19 у збірній Кюрасао, зайнявши її місце у групі.

| Ігровий день | Дата             | Суперники    |
| ------------ | ---------------- | ------------ |
| 1            | 10–13 липня 2021 | 2 — 3, 1 — 4 |
| 2            | 14–17 липня 2021 | 4 — 2, 3 — 1 |
| 3            | 18–20 липня 2021 | 1 — 2, 3 — 4 |

## Склади
16 національних команд, що беруть участь в турнірі, мали зареєструвати заявку з 23 гравців, троє з яких — воротарі.

## Арбітри
Список арбітрів турніру було оголошено 29 червня 2021 року. Було призначено 19 головних арбітрів, 25 помічників та 12 арбітрів VAR. Окрім того, Суддівський комітет КОНКАКАФ схвалив участь 12 арбітрів з Цільової програми розширеного рецензування КОНКАКАФ (ТАРП), які будуть тренуватися з елітними арбітрами з метою підготовки до майбутніх змагань.
Гамбійський арбітр Бакарі Гассама та помічник арбітра з Сенегалу Джибріл Камара взяли участь у турнірі в рамках обміну арбітрами між КАФ та КОНКАКАФ. Спочатку африканську суддівську команду також мав представляти головний арбітр Магетт Н'Діає та помічник арбітра Ель-Хаджі Малік Самба (обидва із Сенегалу), однак у них виникли проблеми з візами, через що вони не прибули на турнір.
Головні арбітри
| - Дрю Фішер - Рікардо Монтеро - Хуан Габріель Кальдерон - Бакарі Гассама - Реон Радікс - Маріо Ескобар - Браян Лопес | - Селвін Браун - Саїд Мартінес - Ошане Нейшн - Данеон Парчмент - Адонаї Ескобедо - Фернандо Герреро - Фернандо Ернандес | - Сезар Артуро Рамос - Іван Бартон - Ісмаель Корнехо - Хаїр Марруфо - Армандо Вільярреал - Ісмаїл Ельфат |

Асистенти арбітрів
| - Айрутс Епплтон - Майкл Барвеген - Вільям Аррієта - Хуан Карлос Мора - Херсон Лопес - Вальтер Лопес - Крістіан Рамірез - Роней Салінас - Ніколас Андерсон | - Оджай Дугані - Джассетт Керр - Мігель Ернандес - Мічель Моралес - Альберто Морін - Генрі Пупіро - Джовані Гарсія - Давід Моран - Хуан Франсіско Сумба | - Джибріль Камара - Захарі Зегелар - Калеб Велс - Френк Андерсон - Кайл Аткінс - Логан Браун - Кетрін Несбіт - Корі Паркер |

Відеоасистенти арбітра
| - Девід Гантар - Карлос Аяла - Артуро Крус - Леон Барахас | - Ерік Міранда - Анхель Монрой - Хоель Ранхель - Татьяна Гусман | - Аллен Чепмен - Тім Форд - Едвін Юрішевич - Кріс Пенсо |

Арбітри ТАРП
| - П'єр-Люк Лозьєр - Кейлор Еррера - Бенджамін Пінеда | - Дієго Монтаньйо - Хосе Торрес - Трістлі Бассу | - Німа Сагафі - Рубіель Васкес |

## Груповий етап
Дата матчів була оголошена 13 травня 2021 року. Дві кращі команди з кожної групи виходили в чвертьфінал.
Час початку матчу поданий EDT (UTC−4). Якщо місце проведення знаходиться в іншому часовому поясі, місцевий час також вказано.

### Регламент
Рейтинг команд на груповому етапі визначався наступним чином:
1. Очки, отримані в усіх матчах (три очки за перемогу, одне за нічию, нуль за поразку);
2. Різниця голів у всіх матчах;
3. Кількість забитих голів у всіх матчах;
4. Очки, отримані в матчах між командами;
5. Різниця м'ячів у матчах між командами;
6. Кількість забитих голів у матчах між командами;
7. Очки Fair play у всіх матчах (лише один пункт може бути застосований до гравця в одному матчі):
Жовта картка: -1 бал;
Непряма червона картка (друга жовта картка): -3 бали;
Пряма червона картка: -4 бали;
Жовта картка та пряма червона картка: -5 балів;
8. Жеребкування.

### Група A
| Поз | Команда           | І | В | Н | П | ГЗ | ГП | РГ | О | Кваліфікація    |
| --- | ----------------- | - | - | - | - | -- | -- | -- | - | --------------- |
| 1   | Мексика           | 3 | 2 | 1 | 0 | 4  | 0  | +4 | 7 | Вихід в плей-оф |
| 2   | Сальвадор         | 3 | 2 | 0 | 1 | 4  | 1  | +3 | 6 | Вихід в плей-оф |
| 3   | Тринідад і Тобаго | 3 | 0 | 2 | 1 | 1  | 3  | −2 | 2 |                 |
| 4   | Гватемала         | 3 | 0 | 1 | 2 | 1  | 6  | −5 | 1 |                 |

| 10 липня 2021 22:30 (21:30 UTC−5) |

| Мексика | 0–0      | Тринідад і Тобаго |
| ------- | -------- | ----------------- |
|         | Протокол |                   |

| AT&T Стедіум, Арлінгтон Глядачів: 41,229 Арбітр: Рікардо Монтеро (Коста-Рика) |

| 11 липня 2021 23:00 (22:00 UTC−5) |

| Сальвадор                  | 2–0      | Гватемала |
| -------------------------- | -------- | --------- |
| - Ролдан 81' - Рівас 90+6' | Протокол |           |

| Тойота Стедіум, Фриско Глядачів: 8,494 Арбітр: Хаїр Марруфо (США) |

| 14 липня 2021 19:30 (18:30 UTC−5) |

| Тринідад і Тобаго | 0–2      | Сальвадор                      |
| ----------------- | -------- | ------------------------------ |
|                   | Протокол | - Енрікес 30' - Мартінес 90+1' |

| Тойота Стедіум, Фриско Глядачів: 5,494 Арбітр: Селвін Браун (Гондурас) |

| 14 липня 2021 22:30 (21:30 UTC−5) |

| Гватемала | 0–3      | Мексика                            |
| --------- | -------- | ---------------------------------- |
|           | Протокол | - Фунес Морі 29', 55' - Пінеда 79' |

| Коттон Боул Стедіум, Даллас Глядачів: 15,391 Арбітр: Данеон Парчмент (Ямайка) |

| 18 липня 2021 22:00 (21:00 UTC−5) |

| Мексика      | 1–0      | Сальвадор |
| ------------ | -------- | --------- |
| Родрігес 26' | Протокол |           |

| Коттон Боул Стедіум, Даллас Арбітр: Саїд Мартінес (Гондурас) |

| 18 липня 2021 22:00 (21:00 UTC−5) |

| Гватемала     | 1–1      | Тринідад і Тобаго |
| ------------- | -------- | ----------------- |
| Гордільйо 78' | Протокол | Мур 12'           |

| Тойота Стедіум, Фриско Арбітр: Ошане Нейшн (Ямайка) |

### Група B
| Поз | Команда   | І | В | Н | П | ГЗ | ГП | РГ | О | Кваліфікація    |
| --- | --------- | - | - | - | - | -- | -- | -- | - | --------------- |
| 1   | США (H)   | 3 | 3 | 0 | 0 | 8  | 1  | +7 | 9 | Вихід в плей-оф |
| 2   | Канада    | 3 | 2 | 0 | 1 | 8  | 3  | +5 | 6 | Вихід в плей-оф |
| 3   | Гаїті     | 3 | 1 | 0 | 2 | 3  | 6  | −3 | 3 |                 |
| 4   | Мартиніка | 3 | 0 | 0 | 3 | 3  | 12 | −9 | 0 |                 |

| 11 липня 2021 18:30 (17:30 UTC−5) |

| Канада                                                | 4–1      | Мартиніка  |
| ----------------------------------------------------- | -------- | ---------- |
| - Ларін 16' - Осоріо 20' - Еуштакіу 26' - Корбяну 89' | Протокол | Рів'єр 10' |

| Чілдренс Мерсі Парк, Канзас-Сіті Глядачів: 12,664 Арбітр: Іван Бартон (Сальвадор) |

| 11 липня 2021 21:00 (20:00 UTC−5) |

| США      | 1–0      | Гаїті |
| -------- | -------- | ----- |
| Вайнс 8' | Протокол |       |

| Чілдренс Мерсі Парк, Канзас-Сіті Глядачів: 12,664 Арбітр: Саїд Мартінес (Гондурас) |

| 15 липня 2021 19:30 (18:30 UTC−5) |

| Гаїті      | 1–4      | Канада                                                     |
| ---------- | -------- | ---------------------------------------------------------- |
| Ламбез 56' | Протокол | - Еуштакіу 5' - Ларін 51', 74' (пен.) - Гойлетт 79' (пен.) |

| Чілдренс Мерсі Парк, Канзас-Сіті Глядачів: 7,511 Арбітр: Хуан Габріель Кальдерон (Коста-Рика) |

| 15 липня 2021 22:00 (21:00 UTC−5) |

| Мартиніка         | 1–6      | США                                                                           |
| ----------------- | -------- | ----------------------------------------------------------------------------- |
| Рів'єр 64' (пен.) | Протокол | - Дайк 14', 59' - Каміль 23' (аг) - Робінсон 50' - Зардес 70' - Джоаккіні 90' |

| Чілдренс Мерсі Парк, Канзас-Сіті Глядачів: 7,511 Арбітр: Маріо Ескобар (Гватемала) |

| 18 липня 2021 17:00 (16:00 UTC−5) |

| Мартиніка  | 1–2      | Гаїті                 |
| ---------- | -------- | --------------------- |
| Форчун 53' | Протокол | - Антуан 3' - Аде 61' |

| Тойота Стедіум, Фриско Арбітр: Ісмаель Корнехо (Сальвадор) |

| 18 липня 2021 17:00 (16:00 UTC−5) |

| США    | 1–0      | Канада |
| ------ | -------- | ------ |
| Мур 1' | Протокол |        |

| Чілдренс Мерсі Парк, Канзас-Сіті Глядачів: 18,467 Арбітр: Адонаї Ескобедо (Мексика) |

### Група C
| Поз | Команда    | І | В | Н | П | ГЗ | ГП | РГ | О | Кваліфікація    |
| --- | ---------- | - | - | - | - | -- | -- | -- | - | --------------- |
| 1   | Коста-Рика | 3 | 3 | 0 | 0 | 6  | 2  | +4 | 9 | Вихід в плей-оф |
| 2   | Ямайка     | 3 | 2 | 0 | 1 | 4  | 2  | +2 | 6 | Вихід в плей-оф |
| 3   | Суринам    | 3 | 1 | 0 | 2 | 3  | 5  | −2 | 3 |                 |
| 4   | Гваделупа  | 3 | 0 | 0 | 3 | 3  | 7  | −4 | 0 |                 |

| 12 липня 2021 18:30 |

| Ямайка                            | 2–0      | Суринам |
| --------------------------------- | -------- | ------- |
| - Ніколсон 6' - Декордова-Рід 26' | Протокол |         |

| Орландо Сіті Стедіум, Орландо Глядачів: 6,403 Арбітр: Бакарі Гассама (Гамбія) |

| 12 липня 2021 21:00 |

| Коста-Рика                                | 3–1      | Гваделупа     |
| ----------------------------------------- | -------- | ------------- |
| - Кемпбелл 6' - Лассітер 21' - Борхес 70' | Протокол | Мірваль 45+5' |

| Орландо Сіті Стедіум, Орландо Глядачів: 6,403 Арбітр: Ісмаїл Ельфат (США) |

| 16 липня 2021 18:30 |

| Гваделупа | 1–2      | Ямайка                     |
| --------- | -------- | -------------------------- |
| Рамот 4'  | Протокол | - Берк 14' - Флеммінгз 87' |

| Орландо Сіті Стедіум, Орландо Глядачів: 6,527 Арбітр: Браян Лопес (Гватемала) |

| 16 липня 2021 21:00 |

| Суринам     | 1–2      | Коста-Рика                  |
| ----------- | -------- | --------------------------- |
| Влейтер 52' | Протокол | - Кемпбелл 58' - Борхес 59' |

| Орландо Сіті Стедіум, Орландо Глядачів: 6,527 Арбітр: Фернандо Ернандес (Мексика) |

| 20 липня 2021 19:00 |

| Коста-Рика | 1–0      | Ямайка |
| ---------- | -------- | ------ |
| Руїс 53'   | Протокол |        |

| Орландо Сіті Стедіум, Орландо Арбітр: Маріо Ескобар (Гватемала) |

| 20 липня 2021 19:00 (18:00 UTC−5) |

| Суринам                          | 2−1      | Гваделупа  |
| -------------------------------- | -------- | ---------- |
| - Влейтер 14' - Гассельбайнк 79' | Протокол | Фаетон 20' |

| BBVA Стедіум, Х'юстон Арбітр: Фернандо Герреро (Мексика) |

### Група D
| Поз | Команда  | І | В | Н | П | ГЗ | ГП | РГ  | О | Кваліфікація    |
| --- | -------- | - | - | - | - | -- | -- | --- | - | --------------- |
| 1   | Катар    | 3 | 2 | 1 | 0 | 9  | 3  | +6  | 7 | Вихід в плей-оф |
| 2   | Гондурас | 3 | 2 | 0 | 1 | 7  | 4  | +3  | 6 | Вихід в плей-оф |
| 3   | Панама   | 3 | 1 | 1 | 1 | 8  | 7  | +1  | 4 |                 |
| 4   | Гренада  | 3 | 0 | 0 | 3 | 1  | 11 | −10 | 0 |                 |

| 13 липня 2021 20:50 (19:50 UTC−5) |

| Катар                                        | 3–3      | Панама                                 |
| -------------------------------------------- | -------- | -------------------------------------- |
| - Афіф 48' - Алі 53' - аль-Хайдос 63' (пен.) | Протокол | - Блекберн 51', 58' - Девіс 79' (пен.) |

| BBVA Стедіум, Х'юстон Глядачів: 10,625 Арбітр: Сезар Артуро Рамос (Мексика) |

| 13 липня 2021 23:10 (22:10 UTC−5) |

| Гондурас                                              | 4–0      | Гренада |
| ----------------------------------------------------- | -------- | ------- |
| - Бенгстон 28' - Солано 52' - Леверон 86' - Кіото 88' | Протокол |         |

| BBVA Стедіум, Х'юстон Глядачів: 10,625 Арбітр: Фернандо Герреро (Мексика) |

| 17 липня 2021 19:30 (18:30 UTC−5) |

| Гренада | 0–4      | Катар                                          |
| ------- | -------- | ---------------------------------------------- |
|         | Протокол | - Хатем 11' - Афіф 22' - Мунтарі 36' - Алі 46' |

| BBVA Стедіум, Х'юстон Арбітр: Армандо Вільярреал (США) |

| 17 липня 2021 21:30 (20:30 UTC−5) |

| Панама                          | 2–3      | Гондурас                     |
| ------------------------------- | -------- | ---------------------------- |
| - Девіс 32' (пен.) - Яніс 45+1' | Протокол | - Кіото 22', 65' - Лопес 61' |

| BBVA Стедіум, Х'юстон Арбітр: Бакарі Гассама (Гамбія) |

| 20 липня 2021 21:30 (20:30 UTC−5) |

| Гондурас | 0–2      | Катар                     |
| -------- | -------- | ------------------------- |
|          | Протокол | - Ахмед 25' - Хатем 90+5' |

| BBVA Стедіум, Х'юстон Арбітр: Хаїр Марруфо (США) |

| 20 липня 2021 23:30 |

| Панама                           | 3–1      | Гренада   |
| -------------------------------- | -------- | --------- |
| - Кінтеро 7' - Родрігес 27', 64' | Протокол | Франк 76' |

| Орландо Сіті Стедіум, Orlando Арбітр: Сезар Артуро Рамос (Мексика) |

## Плей-оф
В матчах плей-оф за рівного рахунку після основного часу призначається додатковий час, під час якого дозволена четверта заміна для кожної команди. Якщо після закінчення додаткового часу все ще рахунок рівний, то призначаються післяматчеві пенальті.
Час початку матчу поданий EDT (UTC−4). Якщо місце проведення знаходиться в іншому часовому поясі, місцевий час також вказано.
|  | Чвертьфінали         | Чвертьфінали             |                     |   | Півфінали | Півфінали |  |  | Фінал | Фінал |
|  |                      |                          |                     |   |           |           |  |  |       |       |
|  | 24 липня – Глендейл  |                          |                     |   |           |           |  |  |       |       |
|  |                      |                          |                     |   |           |           |  |  |       |       |
|  | Катар                | 3                        |                     |   |           |           |  |  |       |       |
|  | Катар                | 3                        | 29 липня – Остін    |   |           |           |  |  |       |       |
|  | Сальвадор            | 2                        |                     |   |           |           |  |  |       |       |
|  | Сальвадор            | 2                        | Катар               | 0 |           |           |  |  |       |       |
|  | 25 липня – Арлінгтон |                          | Катар               | 0 |           |           |  |  |       |       |
|  |                      | США                      | 1                   |   |           |           |  |  |       |       |
|  | США                  | США                      | 1                   | 1 |           |           |  |  |       |       |
|  | США                  |                          | 1 серпня – Парадайз | 1 |           |           |  |  |       |       |
|  | Ямайка               | 0                        |                     |   |           |           |  |  |       |       |
|  | Ямайка               | 0                        | США дч              | 1 |           |           |  |  |       |       |
|  | 24 липня – Глендейл  |                          | США дч              | 1 |           |           |  |  |       |       |
|  |                      | Мексика                  | 0                   |   |           |           |  |  |       |       |
|  | Мексика              | Мексика                  | 0                   | 3 |           |           |  |  |       |       |
|  | Мексика              | 29 липня – Х'юстон (NRG) |                     | 3 |           |           |  |  |       |       |
|  | Гондурас             | 0                        |                     |   |           |           |  |  |       |       |
|  | Гондурас             | 0                        | Мексика             | 2 |           |           |  |  |       |       |
|  | 25 липня – Арлінгтон |                          | Мексика             | 2 |           |           |  |  |       |       |
|  |                      | Канада                   | 1                   |   |           |           |  |  |       |       |
|  | Коста-Рика           | Канада                   | 1                   | 0 |           |           |  |  |       |       |
|  | Коста-Рика           |                          |                     | 0 |           |           |  |  |       |       |
|  | Канада               | 2                        |                     |   |           |           |  |  |       |       |
|  | Канада               | 2                        |                     |   |           |           |  |  |       |       |

### Чвертьфінали
| 24 липня 2021 19:30 (16:30 UTC−7) |

| Катар                           | 3–2      | Сальвадор      |
| ------------------------------- | -------- | -------------- |
| - Алі 2', 55' (пен.) - Хатем 8' | Протокол | Рівас 63', 66' |

| Стейт Фарм Стедіум, Глендейл Глядачів: 64,211 Арбітр: Фернандо Ернандес (Мексика) |

| 24 липня 2021 22:30 (19:30 UTC−7) |

| Мексика                                        | 3–0      | Гондурас |
| ---------------------------------------------- | -------- | -------- |
| - Фунес Морі 26' - Дос Сантос 31' - Пінеда 38' | Протокол |          |

| Стейт Фарм Стедіум, Глендейл Глядачів: 64,211 Арбітр: Маріо Ескобар (Гватемала) |

| 25 липня 2021 19:00 (18:00 UTC−5) |

| Коста-Рика | 0–2      | Канада                       |
| ---------- | -------- | ---------------------------- |
|            | Протокол | - Гойлетт 18' - Еуштакіу 69' |

| AT&T Стедіум, Арлінгтон Глядачів: 41,318 Арбітр: Хаїр Марруфо (США) |

| 25 липня 2021 21:30 (20:30 UTC−5) |

| США       | 1–0      | Ямайка |
| --------- | -------- | ------ |
| Хоппе 83' | Протокол |        |

| AT&T Стедіум, Арлінгтон Глядачів: 41,318 Арбітр: Сезар Артуро Рамос (Мексика) |

### Півфінали
| 29 липня 2021 19:30 (18:30 UTC−5) |

| Катар | 0–1      | США        |
| ----- | -------- | ---------- |
|       | Протокол | Зардес 86' |

| Q2 Стедіум, Остін Глядачів: 20,500 Арбітр: Хуан Габріель Кальдерон (Коста-Рика) |

| 29 липня 2021 22:15 (21:15 UTC−5) |

| Мексика                              | 2–1      | Канада       |
| ------------------------------------ | -------- | ------------ |
| - Пінеда 45+2' (пен.) - Еррера 90+9' | Протокол | Б'юкенен 57' |

| NRG-Стедіум, Х'юстон Арбітр: Данеон Парчмент (Ямайка) |

### Фінал
| 1 серпня 2021 21:00 (18:00 UTC−7) |

| США           | 1–0      | Мексика |
| ------------- | -------- | ------- |
| Робінсон 117' | Протокол |         |

| Елліджент Стедіум, Парадайз Глядачів: 61,114 Арбітр: Саїд Мартінес (Гондурас) |

| США | Мексика |

| GK               | 1  | Метт Тернер        |      |        |
| RB               | 2  | Реджі Кеннон       |      | 65'    |
| CB               | 16 | Джеймс Сендс       |      |        |
| CB               | 12 | Майлз Робінсон     |      |        |
| LB               | 21 | Джордж Белло       |      | 65'    |
| CM               | 19 | Ерік Вільямсон     |      | 87'    |
| CM               | 23 | Келлін Акоста      | 113' |        |
| CM               | 17 | Себастьян Ллетджет |      | 66'    |
| RF               | 7  | Пол Арріола (к)    |      | 87'    |
| CF               | 9  | Г'ясі Зардес       |      |        |
| LF               | 13 | Метью Хоппе        |      | 120+1' |
| Заміни:          |    |                    |      |        |
| DF               | 20 | Шак Мур            |      | 65'    |
| DF               | 3  | Сем Вайнс          |      | 65'    |
| MF               | 10 | Крістіан Ролдан    |      | 66'    |
| MF               | 6  | Джанлука Бузіо     |      | 87'    |
| FW               | 8  | Ніколас Джоаккіні  |      | 87'    |
| DF               | 24 | Генрі Кесслер      |      | 120+1' |
| Головний тренер: |    |                    |      |        |
| Грегг Берголтер  |    |                    |      |        |

| GK               | 1  | Альфредо Талавера      |      |          |
| RB               | 21 | Луїс Альфонсо Родрігес |      |          |
| CB               | 2  | Нестор Араухо          |      |          |
| CB               | 15 | Ектор Морено (к)       |      | 44'      |
| LB               | 23 | Хесус Гальярдо         | 114' |          |
| CM               | 6  | Джонатан дос Сантос    |      | 76'      |
| CM               | 4  | Едсон Альварес         | 117' |          |
| CM               | 16 | Ектор Еррера           | 72'  |          |
| RF               | 17 | Хесус Корона           |      | 91'      |
| CF               | 11 | Рохеліо Фунес Морі     |      | 106'     |
| LF               | 10 | Орбелін Пінеда         |      | 76'      |
| Заміни:          |    |                        |      |          |
| DF               | 3  | Карлос Сальседо        |      | 44' 106' |
| MF               | 14 | Ерік Гутьєррес         |      | 76'      |
| FW               | 24 | Родольфо Пісарро       |      | 76'      |
| FW               | 5  | Освальдо Родрігес      |      | 91'      |
| FW               | 9  | Алан Пулідо            |      | 106'     |
| DF               | 19 | Хільберто Сепульведа   |      | 106'     |
| Головний тренер: |    |                        |      |          |
| Херардо Мартіно  |    |                        |      |          |

## Статистика

### Бомбардири
Протягом турніру було забито  89 голів у 31 матчах, з середнім показником 2.87 голів за матч.
4 голи
- Алмоез Алі

3 голи
- Стівен Еуштакіу
- Кайл Ларін
- Хоакін Рівас
- Ромель Кіото
- Рохеліо Фунес Морі
- Орбелін Пінеда
- Абдулазіз Хатем

2 голи
- Джуніор Гойлетт
- Селсо Борхес
- Хоель Кемпбелл
- Еммануель Рів'єр
- Роландо Блекберн
- Ерік Девіс
- Хосе Луїс Родрігес
- Акрам Афіф
- Глеофіло Влейтер
- Деріл Діке
- Майлз Робінсон
- Г'ясі Зардес

1 гол
- Тейджон Б'юкенен
- Тео Корбяну
- Джонатан Осоріо
- Аріель Лассітер
- Браян Руїс
- Хайро Енрікес
- Вальмер Мартінес
- Алекс Ролдан
- Ромар Френк
- Дімітрі Рамот
- Рафаель Мірваль
- Маттіас Фаетон
- Херардо Гордільйо
- Рікардо Аде
- Карнежі Антуан
- Стефан Ламбез
- Джеррі Бенгстон
- Джонні Леверон
- Александер Лопес
- Едвін Солано
- Корі Берк
- Боббі Декордова-Рід
- Джуніор Флеммінгз
- Шамар Ніколсон
- Кевін Форчун
- Джонатан дос Сантос
- Ектор Еррера
- Луїс Альфонсо Родрігес
- Альберто Кінтеро
- Сесар Яніс
- Хомам Ахмед
- Хассан аль-Хайдос
- Мохаммед Мунтарі
- Найджел Гассельбайнк
- Реон Мур
- Ніколас Джоаккіні
- Метью Хоппе
- Шак Мур
- Сем Вайнс

1 автогол
- Самюель Каміль (проти США)

Джерело: CONCACAF

### Турнірна таблиця
Нижче представлена зведена таблиця команд на Золотому кубку КОНКАКАФ 2021. Якщо в матчах на виліт після закінчення основного часу рахунок був рівним, то обидві команди отримують по одному очку.
| Команда                                     | І | В | Н | П | ГЗ | ГП | РГ  | О  |
| ------------------------------------------- | - | - | - | - | -- | -- | --- | -- |
| США                                         | 6 | 6 | 0 | 0 | 11 | 1  | +10 | 18 |
| Мексика                                     | 6 | 4 | 1 | 1 | 9  | 2  | +7  | 13 |
| Команди, які вилетіли після півфіналу       |   |   |   |   |    |    |     |    |
| Катар                                       | 5 | 3 | 1 | 1 | 12 | 6  | +6  | 10 |
| Канада                                      | 5 | 3 | 0 | 2 | 11 | 5  | +6  | 9  |
| Команди, які вилетіли після чвертьфіналу    |   |   |   |   |    |    |     |    |
| Коста-Рика                                  | 4 | 3 | 0 | 1 | 6  | 4  | +2  | 9  |
| Сальвадор                                   | 4 | 2 | 0 | 2 | 6  | 4  | +2  | 6  |
| Ямайка                                      | 4 | 2 | 0 | 2 | 4  | 3  | +1  | 6  |
| Гондурас                                    | 4 | 2 | 0 | 2 | 7  | 7  | 0   | 6  |
| Команди, які вилетіли після групового етапу |   |   |   |   |    |    |     |    |
| Панама                                      | 3 | 1 | 1 | 1 | 8  | 7  | +1  | 4  |
| Суринам                                     | 3 | 1 | 0 | 2 | 3  | 5  | -2  | 3  |
| Гаїті                                       | 3 | 1 | 0 | 2 | 2  | 6  | -4  | 3  |
| Тринідад і Тобаго                           | 3 | 0 | 2 | 1 | 1  | 3  | -2  | 2  |
| Гватемала                                   | 3 | 0 | 1 | 2 | 1  | 6  | -5  | 1  |
| Гваделупа                                   | 3 | 0 | 0 | 3 | 3  | 7  | -4  | 0  |
| Мартиніка                                   | 3 | 0 | 0 | 3 | 3  | 12 | -9  | 0  |
| Гренада                                     | 3 | 0 | 0 | 3 | 1  | 11 | -10 | 0  |

### Нагороди
Після завершення турніру були вручені такі нагороди:
- Премія «Золотий м'яч»:  Ектор Еррера[27]
- Премія «Золотий бутс»:  Алмоез Алі[28]
- Премія «Золота рукавичка»:  Метт Тернер[29]
- Нагорода найкращому молодому гравцю:  Тейджон Б'юкенен[30]
- Гол турніру:  Боббі Декордова-Рід (з Суринамом)[31]
- Нагорода «Бойовий дух»:  Браян Тамакас[32]
- Нагорода Fair Play:  США[33]

Символічна збірна
| Воротар     | Захисники                                        | Півзахисники                               | Нападники                                |
| ----------- | ------------------------------------------------ | ------------------------------------------ | ---------------------------------------- |
| Метт Тернер | Майлз Робінсон Едсон Альварес Шак Мур Деміон Лоу | Ектор Еррера Селсо Борхес Тейджон Б'юкенен | Акрам Афіф Рохеліо Фунес Морі Алмоез Алі |

## Спонсори
- Allstate
- Angry Orchard
- Chick-fil-A
- Cerveza Modelo de México
- Nike
- Qatar Airways
- Bank of Nova Scotia
- Toyota
- Valvoline